# 5.ª Divisão (Japão)
A 5ª Divisão foi uma divisão de infantaria do Império do Japão que serviu durante a Segunda Guerra Mundial. A divisão foi formada 14 de maio de 1888 em Kumamoto, sendo desmobilizada no mês de setembro de 1945 com fim da guerra.

## Comandantes
| Comandante                      | Data                                        |
| ------------------------------- | ------------------------------------------- |
| Lt. General Ryuichi Yamada      | 10 de outubro de 1918 - 18 de março de 1919 |
| General Soroku Suzuki           | 18 de março de 1919 - 15 de junho de 1921   |
| Lt. General Rikutsui Yamada     | 15 de junho de 1921 - 6 de agosto de 1923   |
| General Shiketaro Kishimoto     | 6 de agosto de 1923 - 28 de julho de 1926   |
| Lt. General Tatsuyuki Maki      | 28 de julho de 1926 - 10 de agosto de 1928  |
| Lt. General Hatsutaro Haraguchi | 10 de agosto de 1928 - 1 de agosto de 1930  |
| Marechal Hisaichi Terauchi      | 1 de agosto de 1930 - 9 de janeiro de 1932  |
| Lt. General Harushige Ninomiya  | 9 de janeiro de 1932 - 5 de março de 1934   |
| General Kuniaki Koiso           | 5 de março de 1934 - 2 de dezembro de 1935  |
| Lt. General Katsura Hayashi     | 2 de dezembro de 1935 - 1 de março de 1937  |
| General Seishiro Itagaki        | 1 de março de 1937 - 25 de maio de 1938     |
| General Rikichi Ando            | 25 de maio de 1938 - 9 de novembro de 1938  |
| General Hitoshi Imamura         | 9 de novembro de 1938 - 9 de março de 1940  |
| Lt. General Akito Nakamura      | 9 de março de 1940 - 15 de outubro de 1940  |
| Lt. General Takuro Matsui       | 15 de outubro de 1940 - 11 de maio de 1942  |
| Lt. General Tsutomi Yamamoto    | 11 de maio de 1942 - 2 de outubro de 1944   |
| Lt. General Seiichi Yamada      | 2 de outubro de 1944 - 15 de agosto de 1945 |
| Maj. General Kinjo Kobori       | 15 de agosto de 1945 - de setembro de 1945  |

## Crimes de guerra
Soldados da divisão participaram do massacre de centenas de chineses em Singapura no ano de 1942.

## Subordinação
- Exército Da Guarnição China - 27 de julho de 1937
- Exército de Campo Norte da China - 31 de agosto de 1937
- 2º Exército - 30 de março de 1938
- Exército de Campo Norte da China - 4 de julho de 1938
- 21º Exército - 19 de setembro de 1938
- 12º Exército - 29 de novembro de 1938
- Grupo de Exércitos Kwantung - 5 de setembro de 1939
- reserva - 29 de setembro de 1939
- 21º Exército - 16 de outubro de 1939
- 22º Exército - 9 de fevereiro de 1940
- reserva - 12 de outubro de 1940
- 25º Exército - 6 de novembro de 1941
- 19º Exército - de janeiro de 1943
- 2º Exército - de março de 1945

## Ordem da Batalha
dezembro de 1942
- 5. Grupo de Infantaria (desmobilizada 12 de maio de 1944)
- 11. Regimento de Infantaria
- 21. Regimento de Infantaria
- 42. Regimento de Infantaria
- 5. Regimento de Reconhecimento
- 5. Regimento de Artilharia de Campo
- 5. Regimento de Engenharia
- 5. Regimento de Transporte
- Unidade de comunicação